# Gouania andamanica
Gouania andamanica är en brakvedsväxtart som beskrevs av George King. Gouania andamanica ingår i släktet Gouania och familjen brakvedsväxter. Utöver nominatformen finns också underarten G. a. brevialata.